# Brett Queener
Brett Queener est un joueur professionnel de crosse évoluant au poste de gardien de but pour le Launch de Floride en Major League Lacrosse. Il a fait sa carrière universitaire à l'Université d'État de New York à Albany. Il y a établi le record du plus grand nombre de buts marqués par un gardien (5) dans le championnat universitaire de première division.
Il est connu pour être un gardien explosif laissant souvent ses buts vides pour relancer rapidement le jeu vers l'avant, capable de marquer lui-même des buts ou d'effectuer des passes entre les jambes, dos à ses coéquipiers.

## Carrière universitaire
Après une première année ratée à l'Université d'État de Pennsylvanie, Brett Queener rejoint le Herkimer County Community College.
Il participe grandement à l'obtention du titre national 2005 de la NJCAA (la ligue sportive des collèges communautaires). Lors de la finale, il stoppe l'attaque ultra-productive du Community College of Baltimore County à Essex. Celle-ci entrait dans le match avec une moyenne de 19 buts marqués par rencontre. Queener réalise alors une finale de haut vol, stoppant 20 tirs et n'encaissant que 5 buts.
À l'issue du tournoi de fin d'année (comprenant les demi-finales et la finale du championnat), il est élu meilleur joueur défensif.
Il remporte également cette même année le Glenn Gerratto Award qui récompense le meilleur joueur de la saison.
Il termine ensuite ses études et sa carrière sportive universitaire à l'Université d'État de New York à Albany. Son jeu, extrêmement offensif pour un gardien de but, est révélé aux yeux des amateurs de crosse.

## Carrière professionnelle

### NLL
Queener intègre la NLL en 2009. Il est recruté par les Blazers de Boston en tant que free agent.
Les Blazers décident de le faire jouer attaquant et non pas gardien. Il joue trois saisons à Boston terminant avec un total de 8 buts, 15 assistances, 23 points et 118 balles récupérées.

### MLL
Queener est sélectionné en 48e position de la draft 2008 par les Rattlers de Rochester. Durant sa première année en MLL, il n'est que le deuxième gardien de l'équipe mais il termine la saison avec un excellent pourcentage d'arrêts (0.721). Avec son équipe il remporte la finale du championnat.
L'année suivante les Rattlers déménagent à Toronto et prennent alors le nom de Nationals de Toronto. Lors de la demi-finale du championnat, il se blesse à l'échauffement. L'équipe parvient tout de même à se qualifier sans lui. Le jour de la finale, malgré une main cassée, il participe au match et remporte un nouveau championnat.
Queener reste dans l'équipe lorsqu'elle part de Toronto pour s'installer à Hamilton et ce, jusqu'à sa disparition à la suite de la saison 2013.
En 2014, il intègre alors les rangs de la toute nouvelle franchise de la MLL, le Launch de Floride.
Il marque son premier but en MLL le 27 juin 2013 face aux Cannons de Boston. Après avoir arrêté un tir de Paul Rabil, Queener remonte le terrain puis effectue une passe à un coéquipier avant que la balle ne lui soit redonnée dans l'intervalle pour marquer un but entre deux défenseurs.
Queener est sélectionné pour le All-Star Game en 2009, 2010, 2012, 2013 et 2014. Il remporte le MLL Freestyle Event en 2009.